# Râul Căminul
Râul Căminul este un curs de apă, afluent al râului Sălaj. 